# Kazalište u 1989.
◄◄ | ◄ | 1986. | 1987. | 1988. | 1989.  | 1990. | 1991. | 1992. | ► | ►►
Arhitektura • Astronautika • Astronomija • Biologija • Film • Fotografija • Glazba • Kazalište • Kemija • Kiparstvo • Knjige • Književnost • Kršćanstvo • Meteorologija • Medicina • Planinarstvo • Politika • Pravo • Promet • Slikarstvo • Strip • Šport • Televizija • Znanost • Zrakoplovstvo • Željeznički promet
Kazalište u 1989.

## Hrvatska i u Hrvata

### Smrti
- 4. siječnja – Franka Bačić,  hrvatska kazališna, televizijska i filmska glumica (* 1914.)

## Vanjske poveznice
|  | Zajednički poslužitelj ima još gradiva o temi Kazalište u 1989. |